# Sterling Airlines

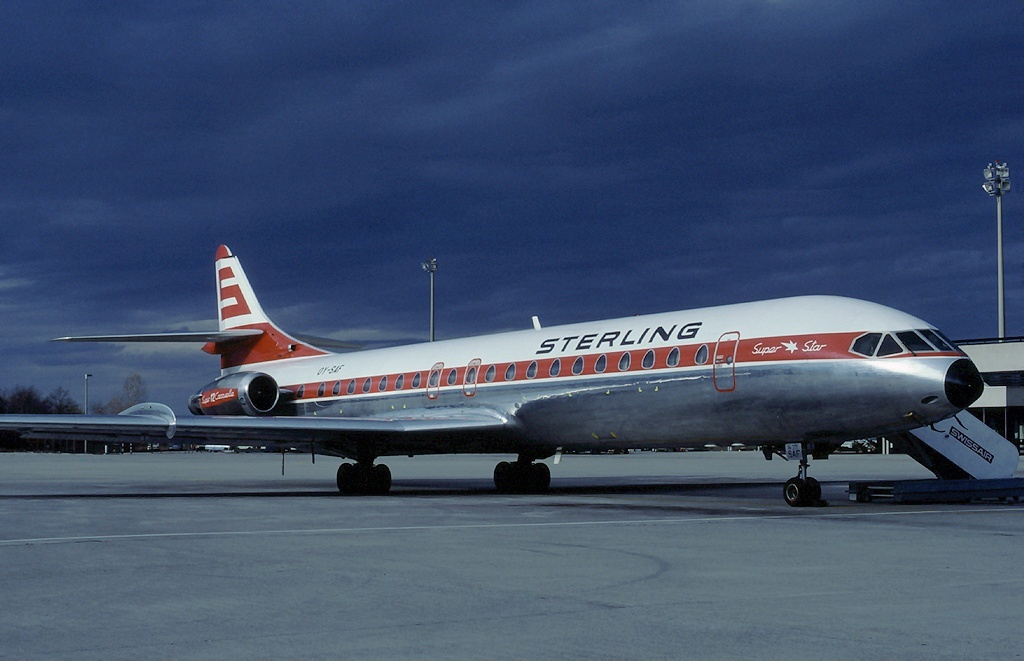
Sud Aviation Caravelle в 1981 году

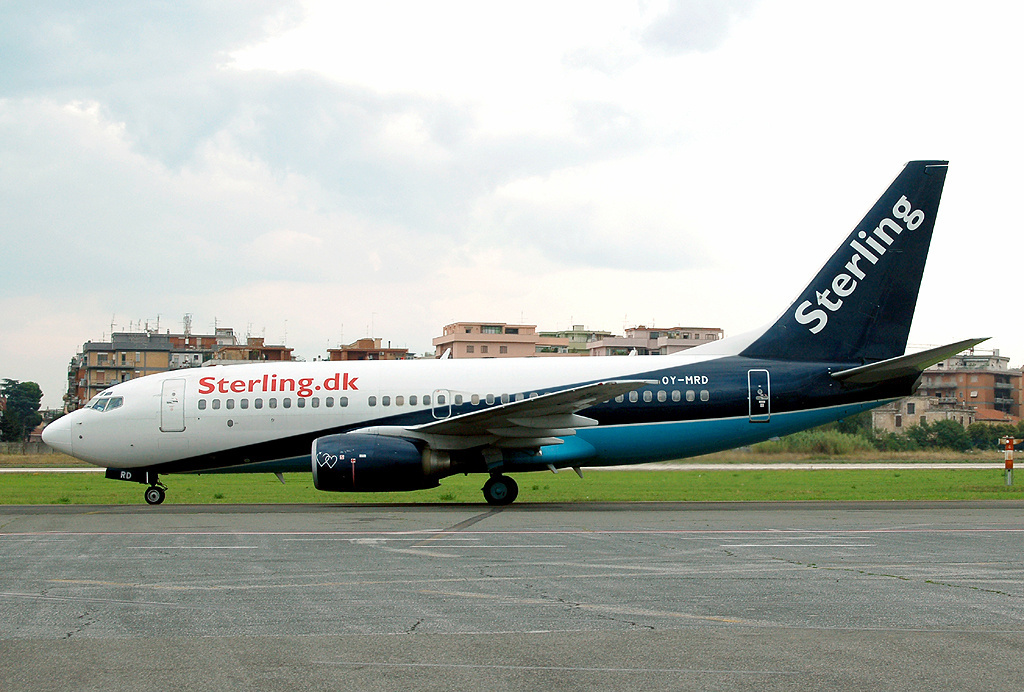
Boeing 737-700 в 2006 году

Sterling Airlines A/S — ныне несуществующая датская бюджетная авиакомпания, базировавшаяся в копенгагенском аэропорту Каструп. Она появилась в сентябре 2005 года путём слияние двух датских авиакомпаний — Sterling European Airlines и Maersk Air, купленных исландской инвестиционной группой Fons Eignarhaldsfélag несколькими месяцами ранее. Через месяц после слияния Sterling Airlines была выкуплена компанией FL Group. В декабре 2006 года Sterling была снова перепродана, на этот раз компании Nordic Travel Holding.
29 октября 2008 года Sterling объявила о банкротстве и прекратила перевозки. На конец 2005 года Sterling Airlines имел штат 1600 сотрудников и 29 самолётов, будучи почти вдвое больше, чем Icelandair. Она совершала полёты примерно в 40 городов Европы.

## История
История авиакомпании Maersk Air — в отдельной статье
Sterling Airlines ведёт свою историю с 1962 года, когда Элиф Крогарер, основатель датского туристического агентства Tjæreborg запустил чартерную авиакомпанию Sterling Airways с двумя старыми самолётами Douglas DC-6B, купленных у Swissair для обеспечения собственных туристических перевохок из Скандинавии к Средиземноморью. В 1965 году Sterling получила свой первый самолёт Caravelle, и в 1968 году вышла из Tjæreborg Group, начав перевозки для других турагентств.
В 1987 году компания отметила свой 25-летний юбилей с 19 самолётами и почти 1300 человек персонала, но спустя несколько лет, в 1993 году, Sterling Airways стала банкротом. В 1994 году компания восстановилась под названием Sterling European Airlines, с тремя самолётами и персоналом 182 человек.
В 1996 году European Airlines была выкуплена норвежской транспортной компанией Fred. Olsen.
В 2000 году Sterling начала регулярные перевозки в Малагу и Аликанте. В 2003 году Sterling расширила свой флот до 8 самолётов — в том же году было перевезено 1,3 миллиона пассажиров, что на 40 % больше, чем в 2002 году. В 2004 году флот вырос до 12 судов.
В марте 2005 года, Fred. Olsen продал авиакомпанию исландской инвестиционной группе Fons Eignarhaldsfélag, владевшей тогда маленькой авиакомпанией Iceland Express (её управляющий директор Альмар Ёрн Хильмарссон был назначен директором для Sterling. В июне того же года Fons Eignarhaldsfélag купила Maersk Air у A.P. Moller-Maersk Group и объявила о слиянии двух своих новых перевозчиков в единую авиакомпанию Sterling Airlines A/S. Она стала четвёртой по величине европейской бюджетной авиакомпанией, и всего месяц спустя после появления была продана группе FL Group. В декабре 2006 года FL Group продала Sterling компании Northern Travel Holding
29 октября 2008 года компания была объявлена банкротом из-за растущих цен на авиатопливо в первой половине 2008 года и исландского финансового кризиса 2008 года, подкосившего её основных инвесторов.

## Флот

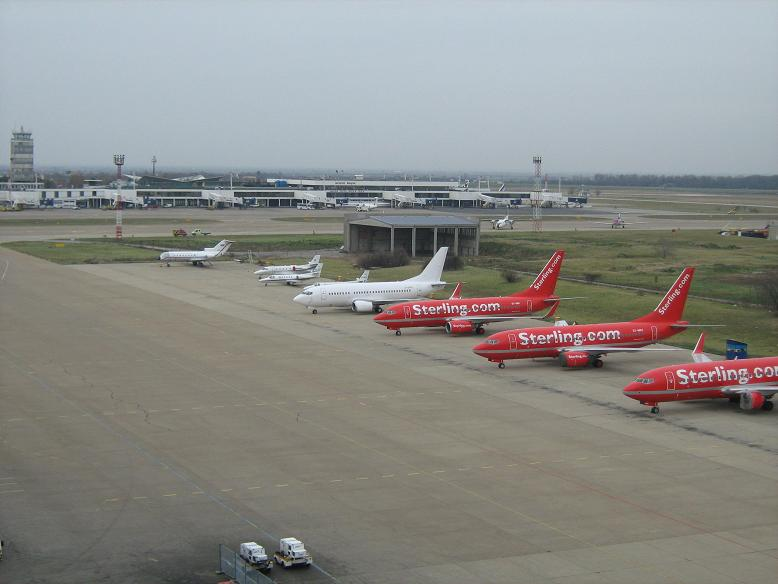
Несколько самолётов Boeing 737 Sterling Airlines в Белградском аэропорту

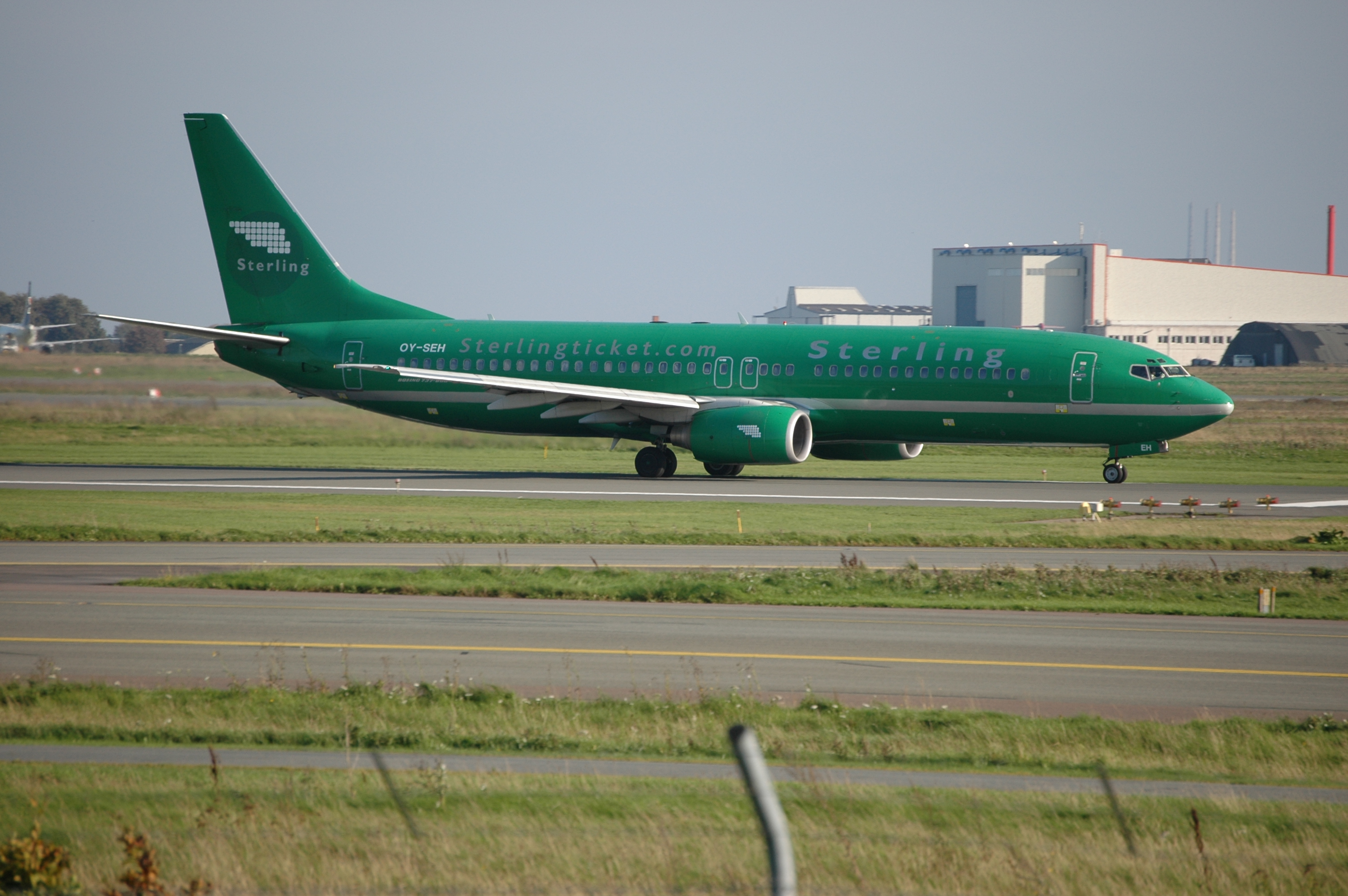
Boeing 737-800

29 октября 2008 года Sterling объявила о банкротстве, весь флот остался на земле. Несколько самолётов хранятся в Сербии — в Белградском аэропорту имени Николы Теслы (5 Boeing 737-700 и 2 Boeing 737-800) и в соседнем белградском аэропорту Батайница (4 Boeing 737-700).
Флот Sterling Airlines на октябрь 2008 года состоял из следующих судов: